# Dryopteris pittsfordensis
Dryopteris pittsfordensis är en träjonväxtart som beskrevs av Annie Trumbull Slosson. Dryopteris pittsfordensis ingår i släktet Dryopteris och familjen Dryopteridaceae. Inga underarter finns listade.